# Molybdatophosphorsäure
Molybdatophosphorsäure ist eine Phosphorsäure-Molybdänverbindung und gehört zu den Heteropolysäuren.

## Gewinnung und Darstellung
Die Verbindung kann durch die Umsetzung von Molybdäntrioxid mit Phosphorsäure erhalten werden.

## Eigenschaften

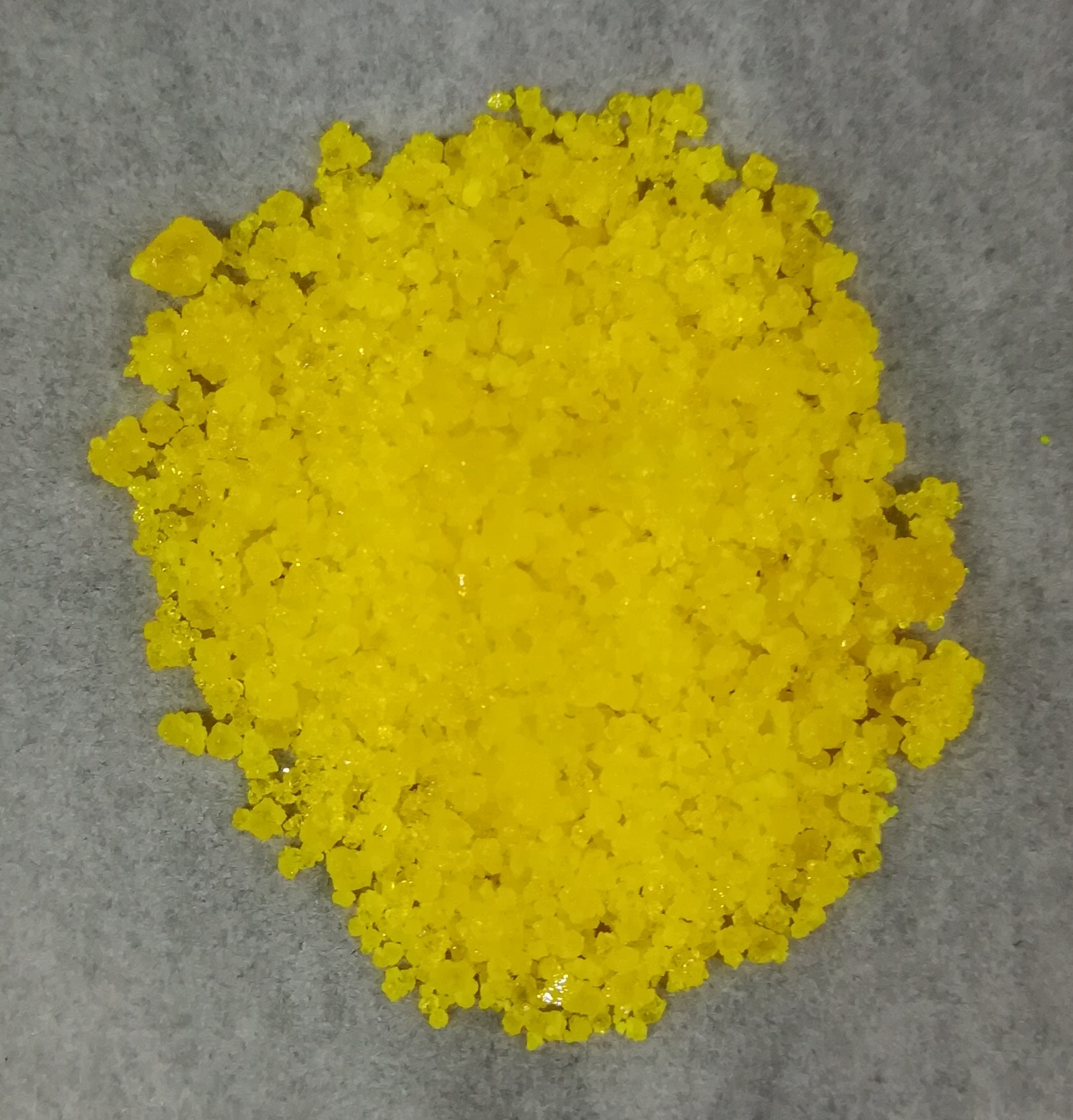
Molybdatophosphorsäure

Molybdatophosphorsäure kristallisiert als gelbes Hydrat mit 28 Molekülen Wasser im Kristallgitter H3[PMo12O40] · 28 H2O.

## Verwendung
Sie wird als Sprühreagenz zur Detektion bei der Dünnschichtchromatographie von Antioxidantien, Alkaloiden, Harnsäure, Coffein, Xanthin, Proteinen, Kreatinin, Ascorbinsäure, Carotinoiden genutzt. Sie dient auch zum Nachweis und zur Bestimmung von Kalium, Thallium, Titan, Schwefeldioxid, sowie zum Nachweis von Caesium, Cer, Zinn, Rubidium, Antimon, Vanadium und Palladium. In der Mikroskopie kann sie kombiniert mit Hämatoxylin zur Nervenfärbung verwendet werden.